# Marysville (Pensilvania)
Marysville es un borough ubicado en el condado de Perry en el estado estadounidense de Pensilvania. En el año 2008 tenía una población de 2.425 habitantes y una densidad poblacional de 372.5 personas por km².

## Geografía
Marysville se encuentra ubicado en las coordenadas 40°20′28″N 76°55′59″O / 40.34111, -76.93306.

## Demografía
Según la Oficina del Censo en 2000 los ingresos medios por hogar en la localidad eran de $40,446 y los ingresos medios por familia eran $47,094. Los hombres tenían unos ingresos medios de $35,500 frente a los $24,964 para las mujeres. La renta per cápita para la localidad era de $19,604. Alrededor del 6.8% de la población estaba por debajo del umbral de pobreza.